# Yushima Tenman-gū

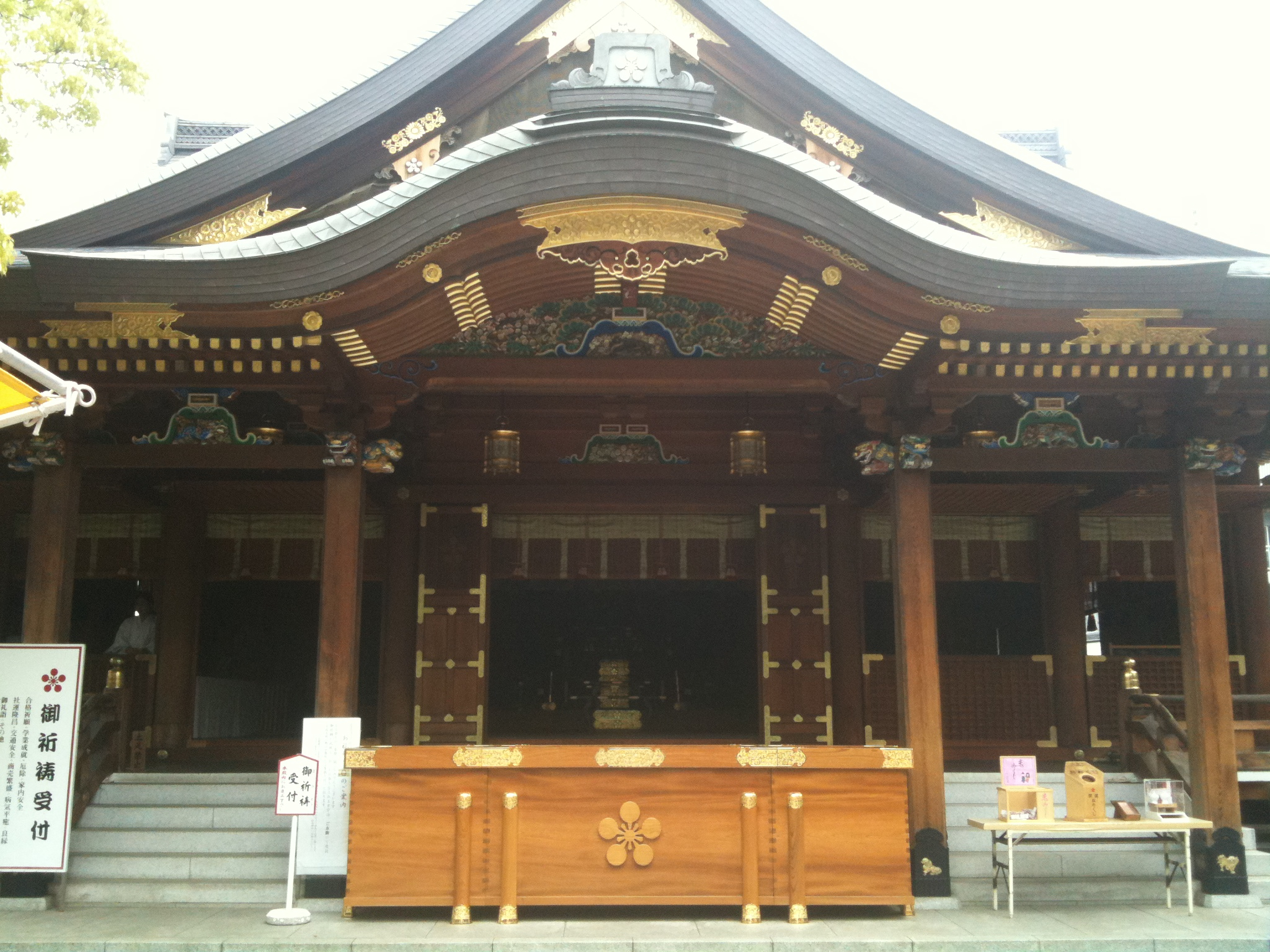
Honden (salle principale) du Yushima Tenman-gū.

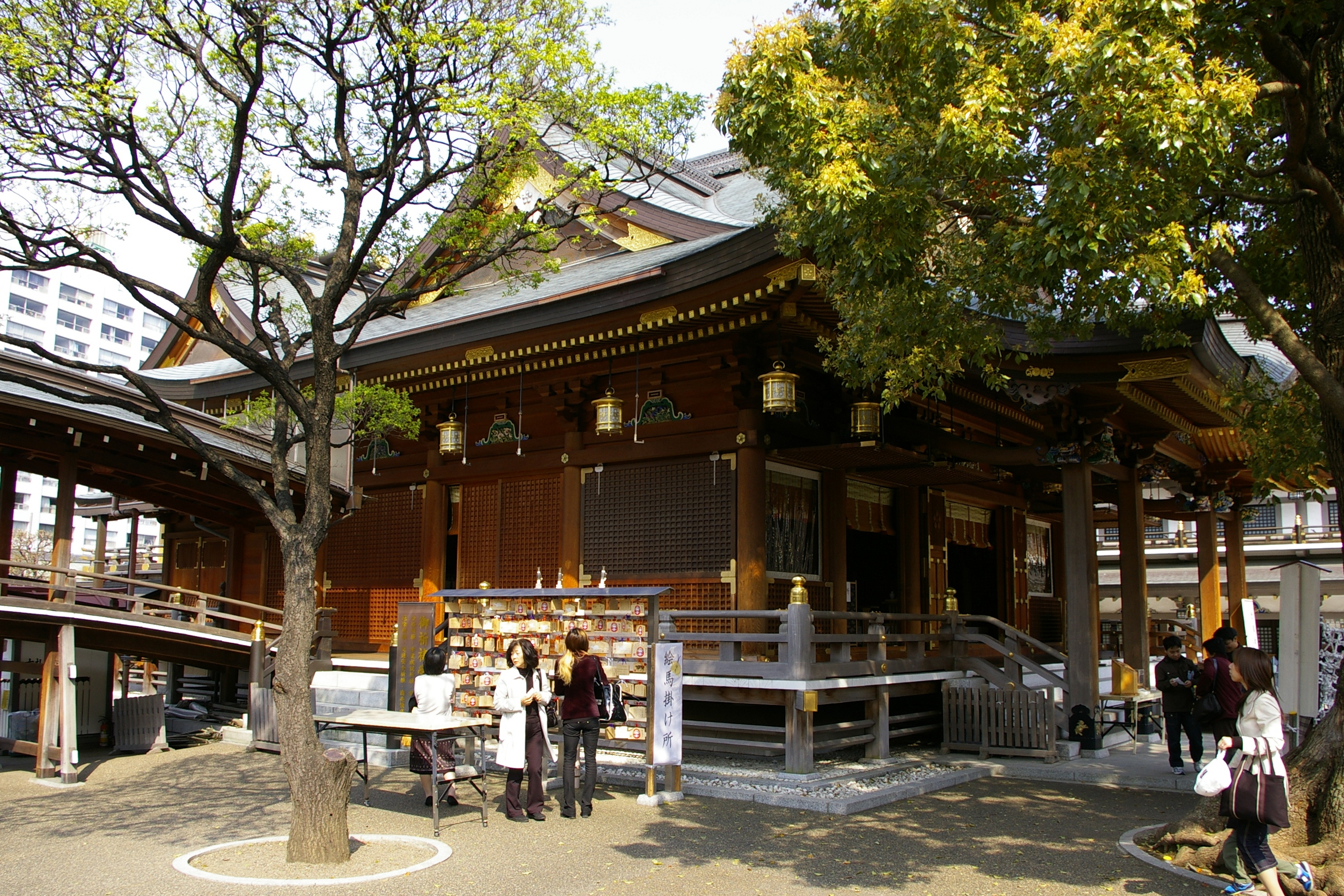
Yushima Tenman-gū, pont et tableau des ema.

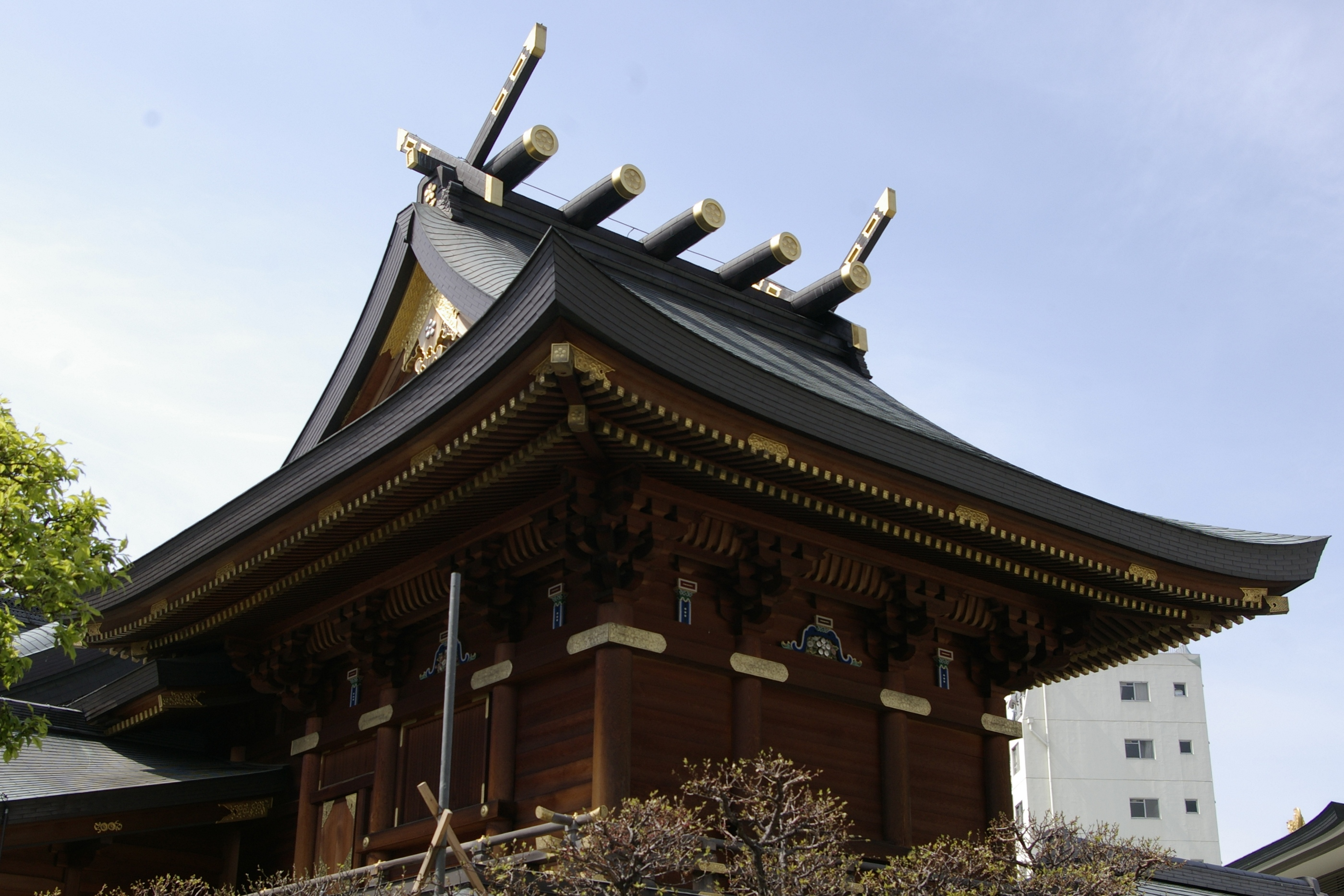
Yushima Tenman-gū.

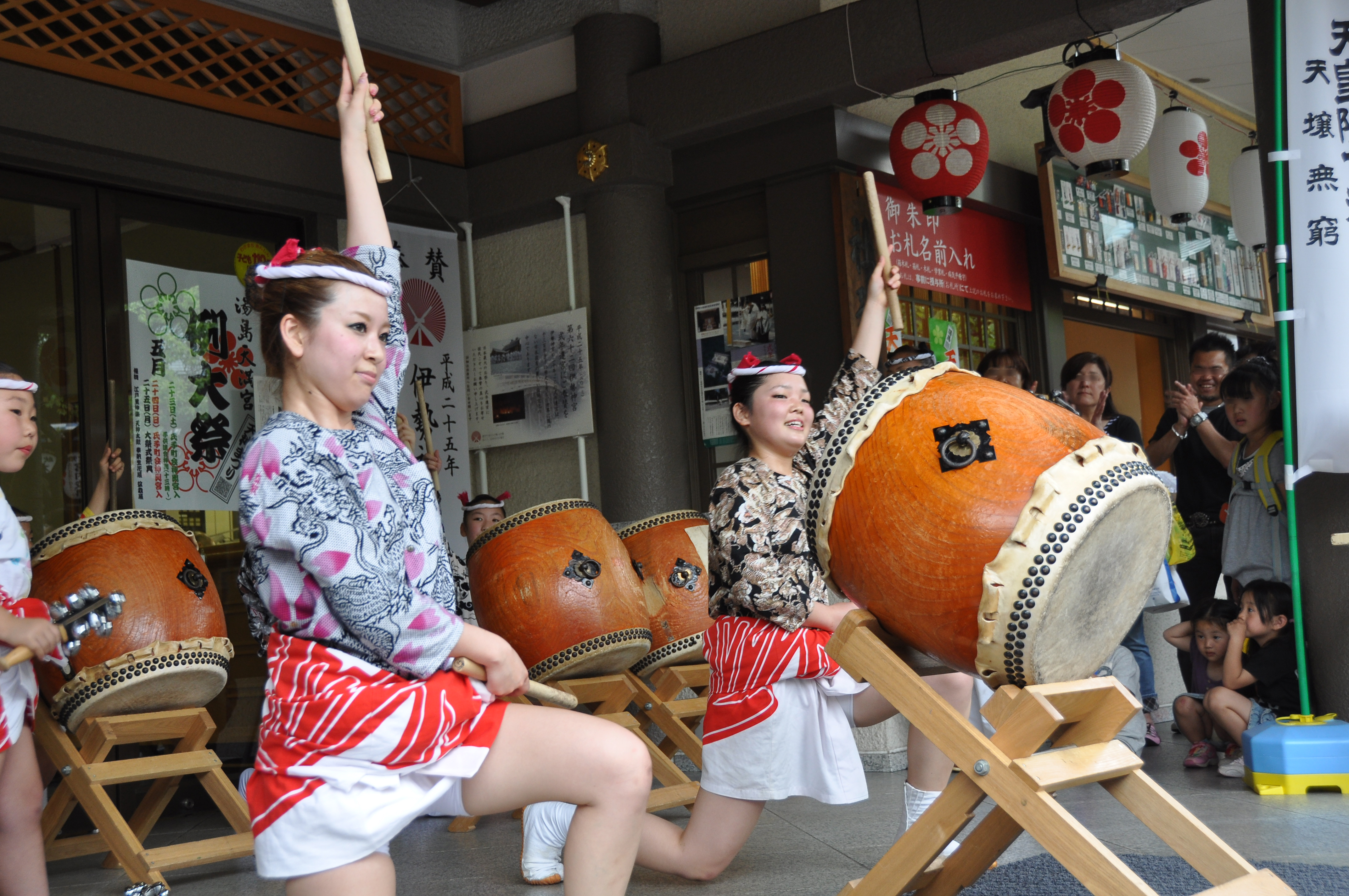
Reitaisai.

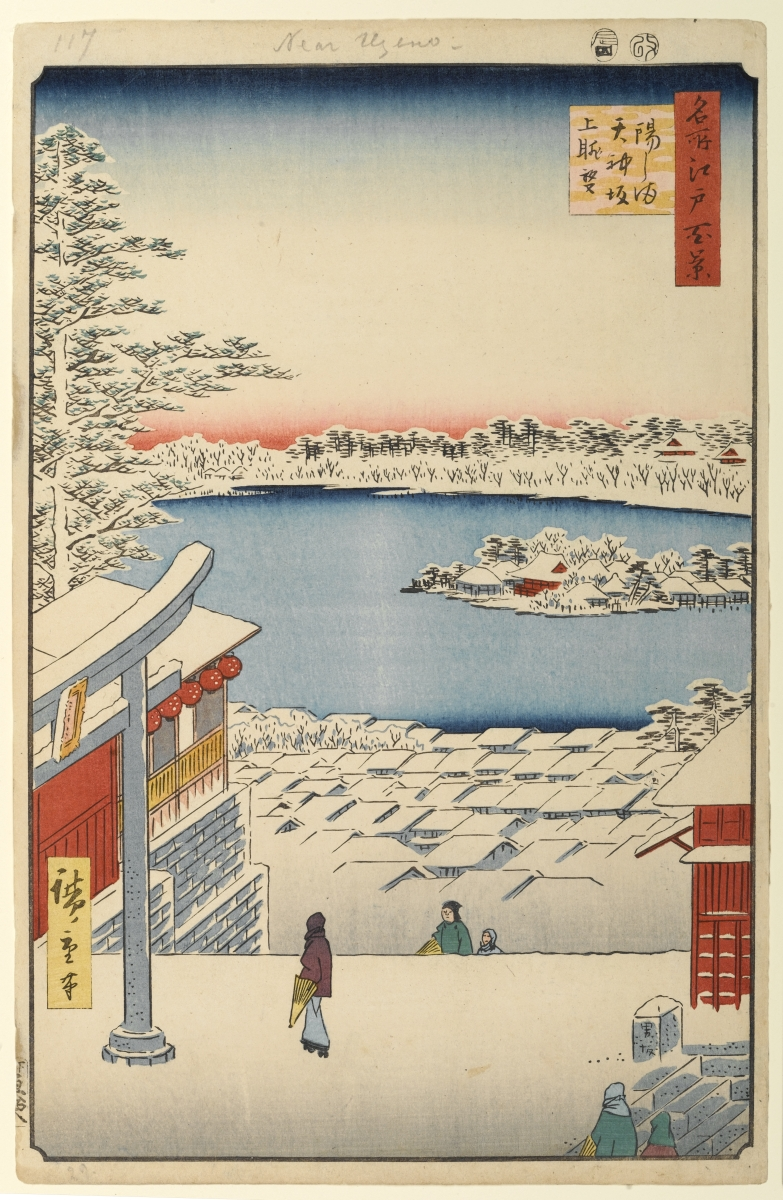
Cent vues d'Edo, Hiroshige.

Le Yushima Tenman-gū (湯島天満宮), également Yushima Tenjin (湯島天神) et Yushima-jinja (湯島神社), est un sanctuaire shinto situé dans l'arrondissement de Bunkyō à Tokyo. Il est dédié à Ame-no-tajikarao no mikoto et Sugawara no Michizane.

## Histoire
Le Yushima Tenman-gū est fondé en 458 en l'honneur du kami Ame no no mikoto tajikarao. En 1355, l'esprit de Sugawara no Michizane y est vénéré.
En octobre 1478, le bâtiment est rénové par le samouraï Ōta Dōkan (1432-1486). De nombreux érudits et écrivains ont visité ce sanctuaire. Parmi ceux-ci, Hayashi Razan et Arai Hakuseki, néo-confucianistes de l'époque d'Edo.
En 1995, tous les bâtiments du sanctuaire en bois sont rénovés. Une grande importance est attachée à observer les règles de l'architecture traditionnelle pour les sanctuaires.

## Présent
Le sanctuaire appartient au groupe des Tenjin et sa proximité d'avec l'Université de Tokyo en fait une destination populaire pour les étudiants qui fréquentent le sanctuaire avant l'examen d'entrée. À cette époque, de nombreux ex-voto (ema) sont disposés à gauche et à droite du bâtiment principal.
Le sanctuaire est aussi connu à Tokyo pour sa floraison d'abricotiers du Japon, qui a lieu en février ou mars (soit environ trois à quatre semaines avant la floraison des cerisiers). L'abricotier est associé à Michizane et se trouve donc souvent à Tenjin.
Chaque année au mois de novembre a lieu le Festival du chrysanthème (菊まつり, Kiku matsuri), il attire en moyenne 100 000 visiteurs. Deux mille chrysanthèmes de trente-deux variétés sont exposés.